# Château d'Essendiéras
Le château d'Essendiéras est le nom porté par un ensemble de deux châteaux français qui se situent en région Nouvelle-Aquitaine, dans le département de la Dordogne, sur la commune de Saint-Médard-d'Excideuil.
Après avoir été un important domaine agricole, puis de production de pommes, le domaine a évolué vers un concept touristique.

## Présentation
Au nord-est du département de la Dordogne, sur la commune de Saint-Médard-d'Excideuil, le domaine d'Essendiéras s'étend sur 400 hectares. Il présente, au sommet d'une hauteur dominant la vallée de la Loue, deux bâtiments distants d'une dizaine de mètres formant ce qu'on appelle le château d'Essendiéras : au sud, un castel du XIXe siècle, appelé Château Neuf, et à l'ouest, un manoir composé d'un logis des XVe et XVIIe siècles, accolé à une tour entourée de mâchicoulis.
Complété au nord et à l'est par des dépendances, l'ensemble délimite une cour intérieure carrée d'une trentaine de mètres de côté.

## Historique
Au départ maison forte des propriétaires d'une forge sur la Loue puis repaire noble. Pierre Antoine Pouquet épouse en 1795 Marguerite Gay, nièce de Jean Gay, notaire à Angoisse (Dordogne) et maître de forge. Antoine Pouquet préside par deux fois le Comité révolutionnaire du district d'Excideuil. En 1794, il acquiert en tant que bien national le domaine d'Essendiéras à Saint-Médard-d'Excideuil de 1 200 hectares et son château.
Le corps central du Château Neuf est construit vers 1850 par Pierre-Chéri Pouquet alors propriétaire, afin de vivre dans un logis plus confortable et adapté à l'époque. En 1905, son fils Eugène, agent de change à Paris, décide d'effectuer un agrandissement, afin de pouvoir recevoir plus d'invités. Le corps central est alors entouré de corps latéraux, ainsi que deux tourelles au nord. Quant à l'intérieur du château de 1850, il est réaménagé. Les travaux sont terminés en 1908, et l'ensemble est depuis resté inchangé.
Le domaine compte également plusieurs maisons, hameaux et anciens bâtiments agricoles du début du XXe siècle, restaurés et destinés à l'hôtellerie et au tourisme.
Par alliance, l'ensemble échoit à la famille Arman de Caillavet. En 1926, Simone de Caillavet, femme de lettres, épouse dans le village voisin de Saint-Médard-d'Excideuil le romancier André Maurois, qui viendra passer ses vacances à Essendiéras pendant quarante ans.
L'industriel Sylvain Floirat rachète le domaine aux Maurois en 1963 et en fait un très important verger de pommiers, couvrant jusqu'à 260 hectares. Au début des années 2000, sa production s'établissait à 7 000 tonnes de fruits par an.
En 1999, les châteaux sont rachetés par un couple de Néerlandais aux descendants de Sylvain Floirat, décédé en 1993. Ce même couple acquiert ensuite en 2001 l'ensemble du domaine. Après un arrêt de la culture des pommiers en 2010 (en 2015, il ne reste plus que dix hectares de vergers contre 260 au début du XXIe siècle), le domaine se tourne désormais vers le tourisme avec gîtes, chambres d'hôtes, golf, piscine, camping, tennis.
En juillet 2019 a été mise en service une centrale photovoltaïque composée de 39 000 panneaux sur 18 hectares d'anciens vergers du domaine.

## Galerie

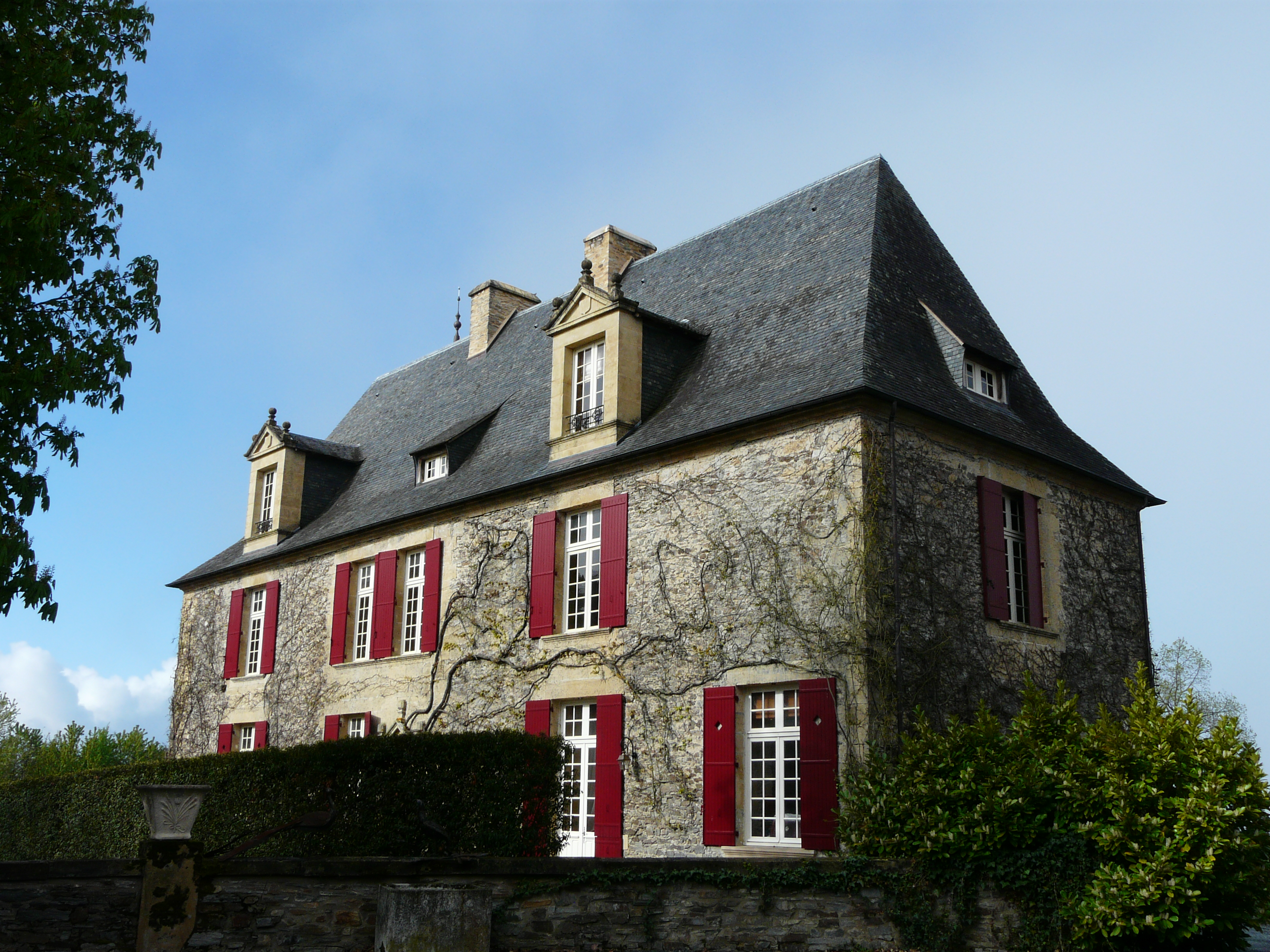
Le logis du manoir ouest.
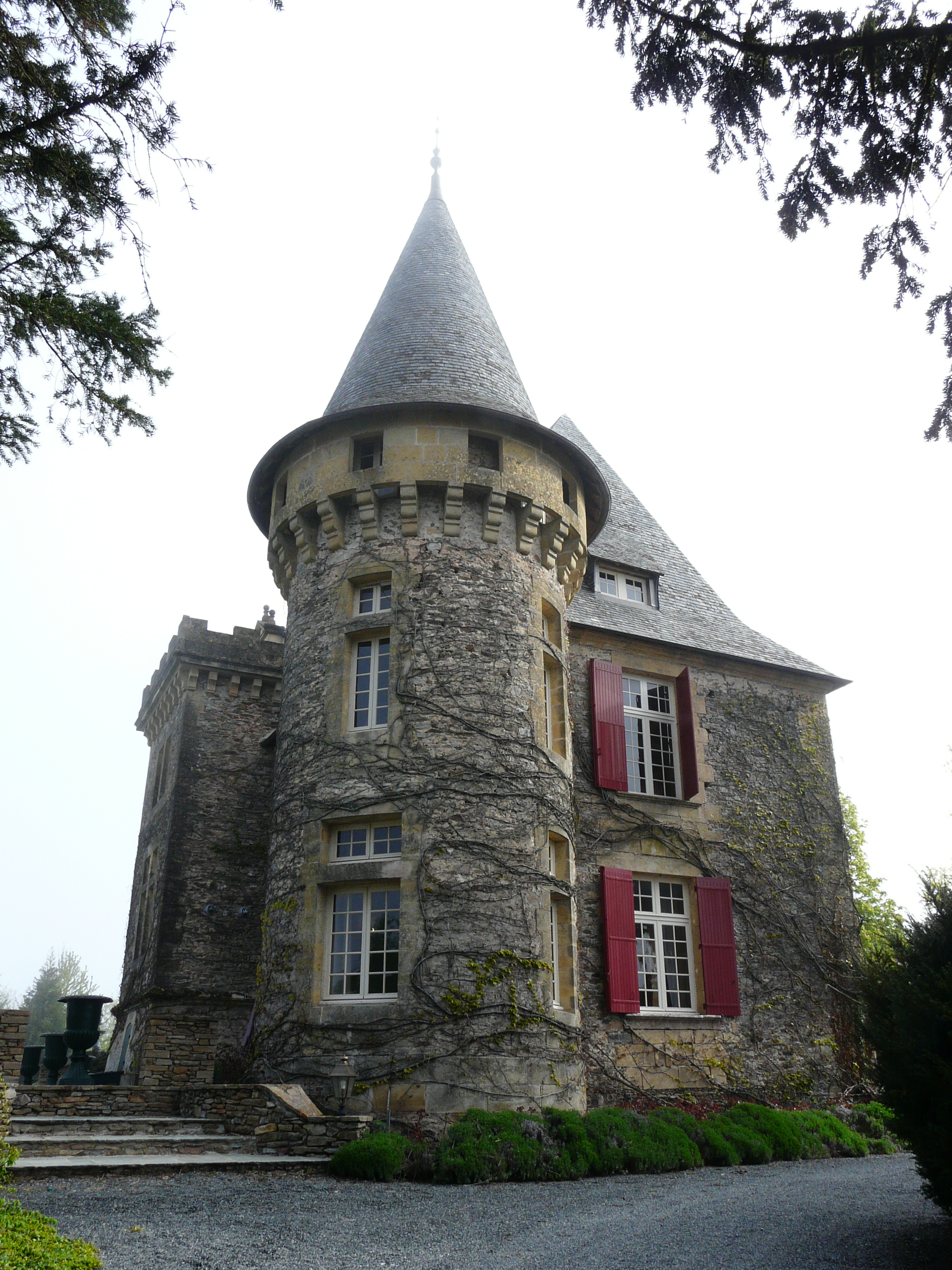
La tour du manoir ouest.
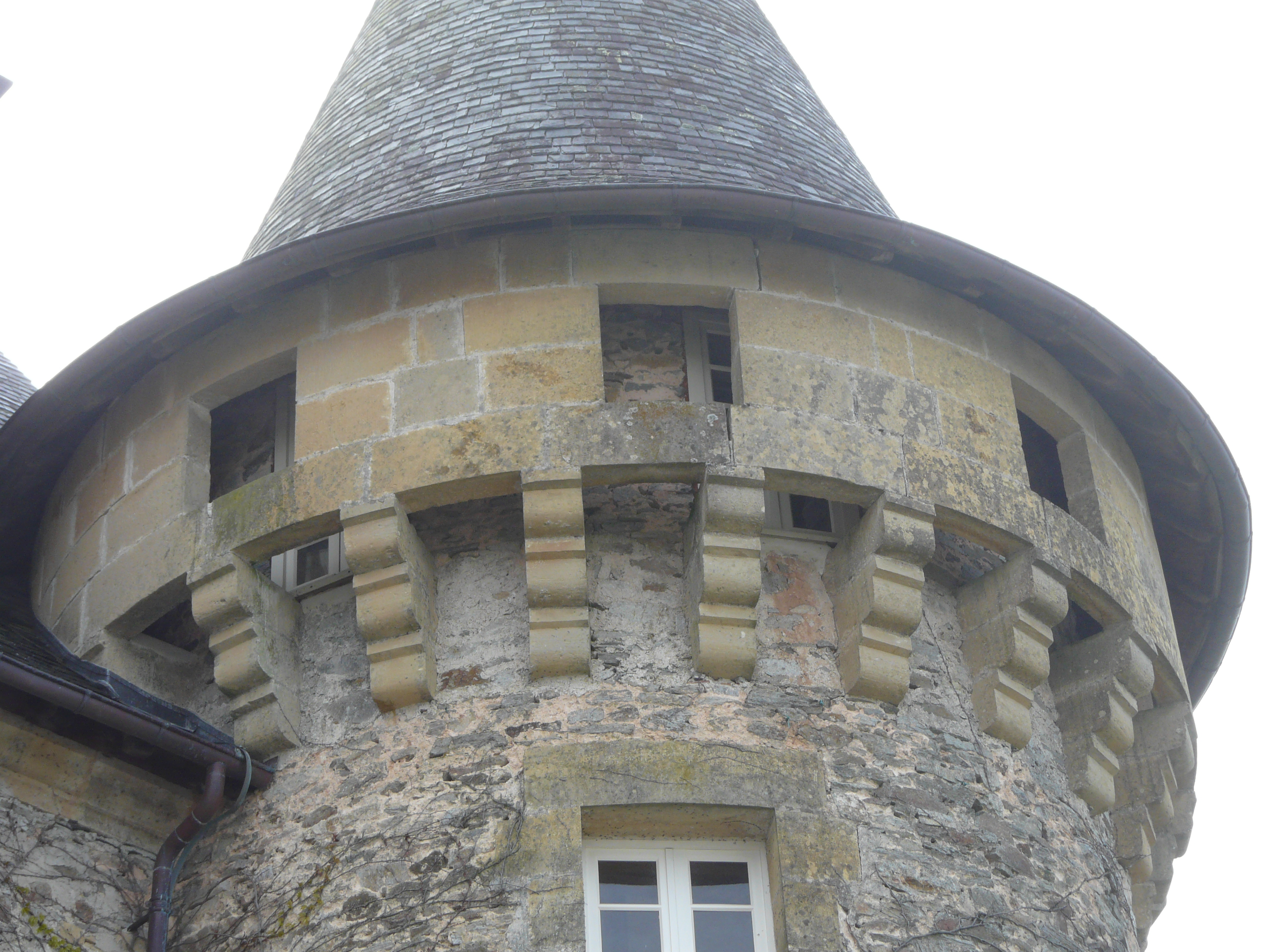
Les mâchicoulis de la tour du manoir ouest.
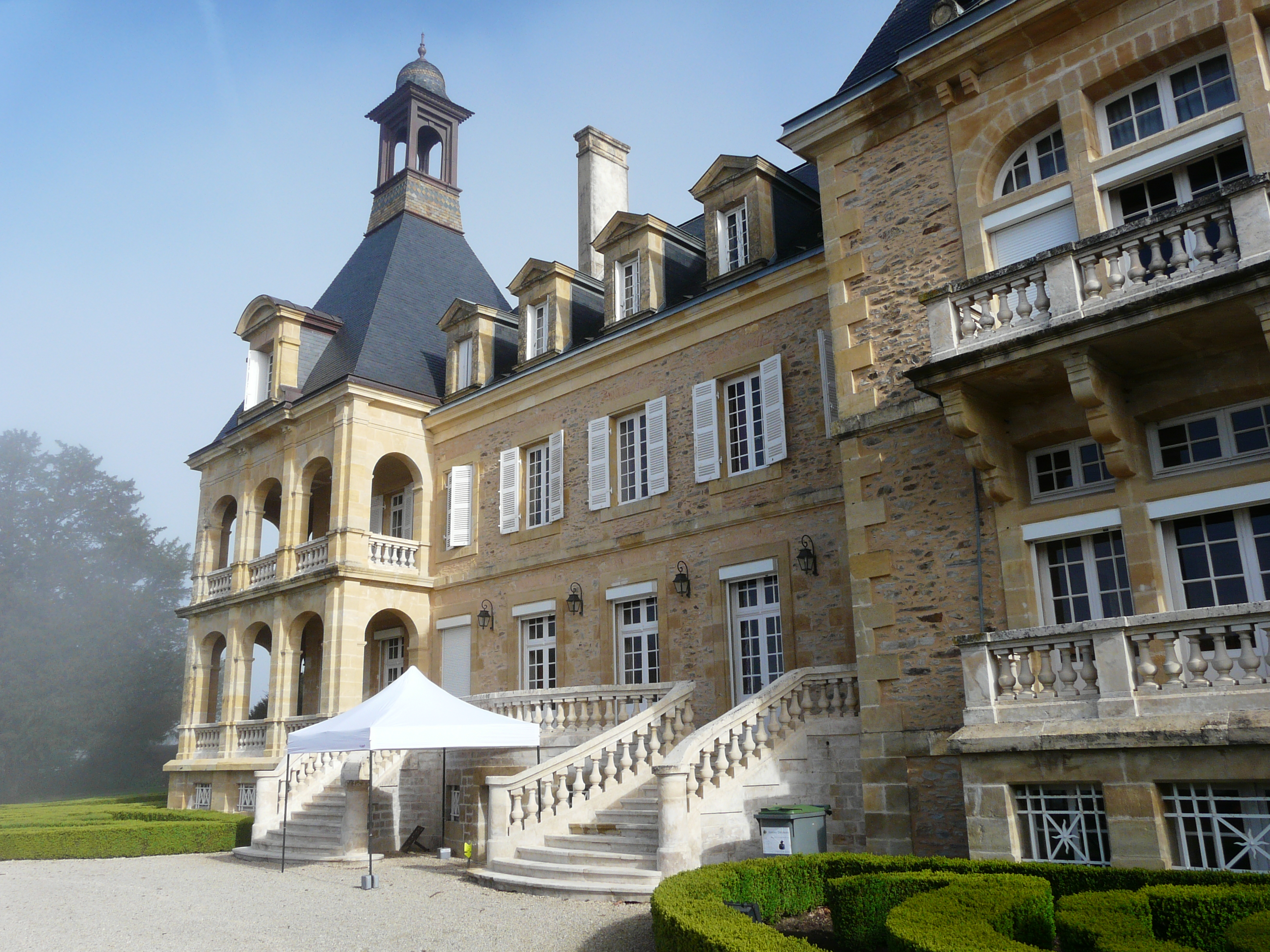
Le castel XIXe siècle.
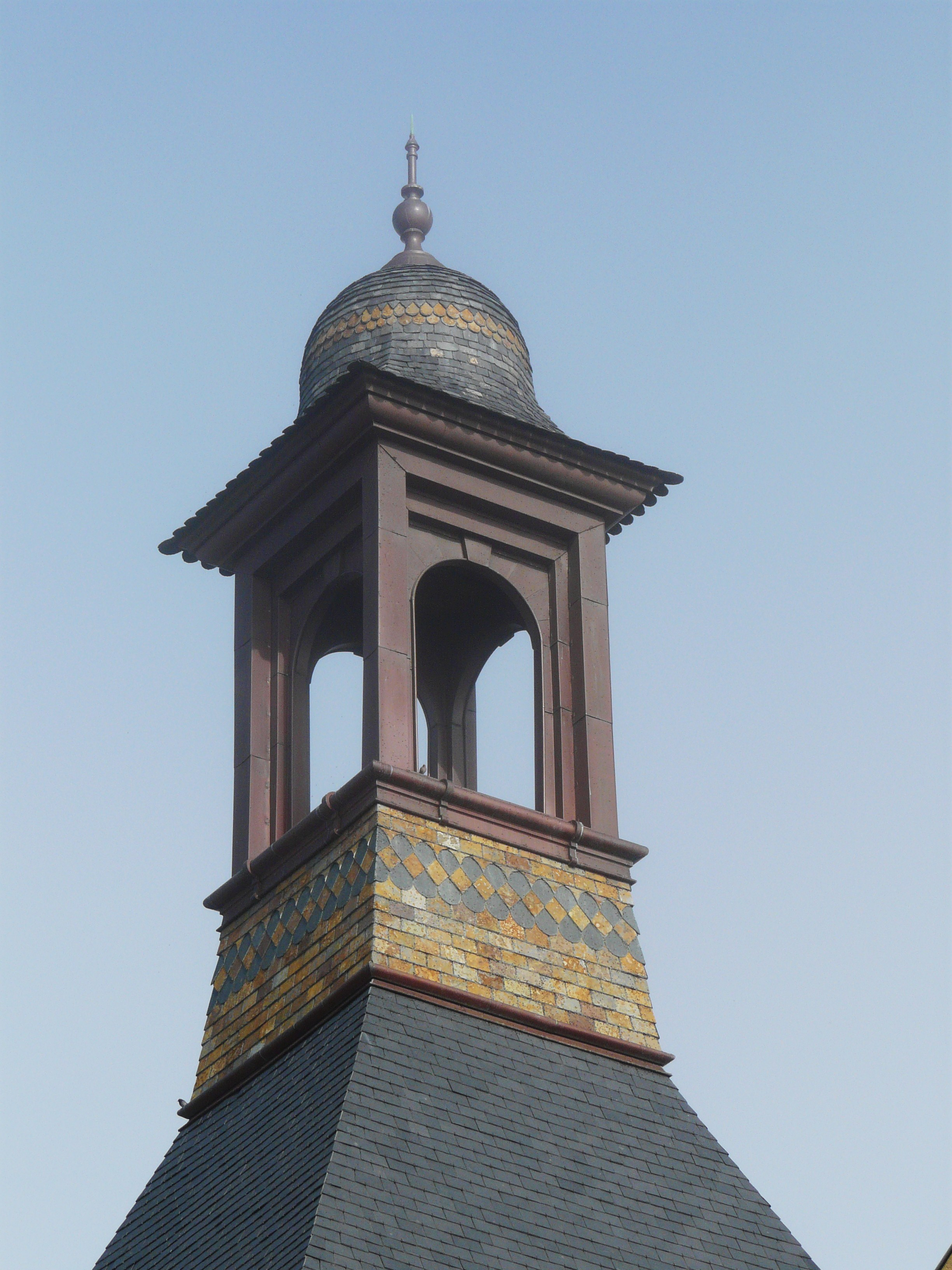
Lanternon du castel XIXe siècle.